# Heinrichshof (Wien)

Heinrichshof vom Ring aus

Der Heinrichshof war ein Neorenaissance-Zinshaus am Opernring in Wien. Es wurde 1861/1862 von Theophil Hansen erbaut, brannte 1945 bei einem alliierten Luftangriff aus und wurde 1954 abgerissen. An seiner Stelle steht seit 1956 der Opernringhof.

## Geschichte

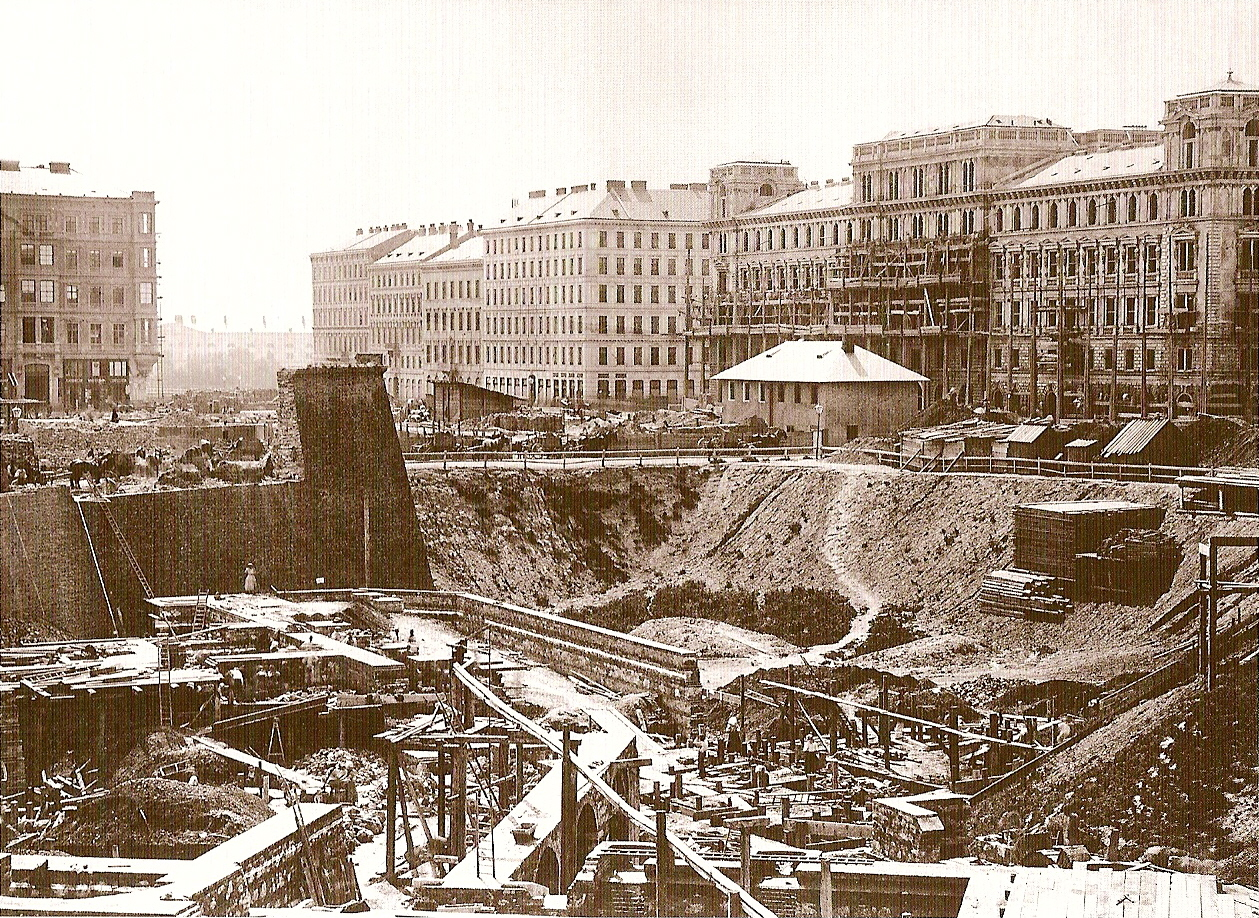
Heinrichshof (rechts im Bild) kurz vor seiner Fertigstellung im Jahr 1863

Der Heinrichshof (ursprünglich auch Heinrichhof) wurde vom Wiener Ziegelindustriellen Heinrich von Drasche-Wartinberg als Nobel-Zinshaus in Auftrag gegeben und 1861 bis 1863 errichtet. Als Architekt fungierte Theophil von Hansen, ein Däne, der noch einige andere bedeutende Bauwerke im Bereich der Ringstraße errichtete – die Börse, das Parlament, das Palais Ephrussi, das Palais Epstein und das Musikvereinsgebäude.
Die Fresken zwischen den Fenstern der oberen Stockwerke wurden von Carl Rahl gemalt. Die Karyatiden (Skulpturen) am Heinrichhof stammen von Franz Melnitzky, einem Bildhauer der Gründerzeit der Ringstraßen-Palais. Sie waren das Werk eines Meisters, der sich damit erstmals als Architekturbildhauer erprobte, und damit seinen Stil festlegte. Melnitzky hat in immer engerer Zusammenarbeit mit Hansen eine Reihe der Ringstraßen-Palais, wie auch andere Bauwerke der Innern Stadt mit seinem bildhauerischen Schmuck versehen. Der Heinrichshof stand direkt gegenüber der Wiener Staatsoper. Im Erdgeschoß war das damals bekannte Café Heinrichhof untergebracht, beliebt bei Gästen der Oper und naheliegender Theater, Sängern, Komponisten und anderen. Das Café Heinrichhof galt anders als bekannte Künstler- und Literaten-Cafés als ein Café der Musik-, Opern- und Operettenfreunde. In der Regel wurde in diesem Kaffeehaus vor allem Musik am Klavier gespielt.
In diesem Gebäude befand sich seit 1864 das von Edward Millard geleitete Bibeldepot der Britischen Bibelgesellschaft mit einem Geschäftslokal. Von dort aus wurde, in Zusammenarbeit mit der Evangelischen Kirche, die Bibelverbreitung in der Habsburgermonarchie organisiert. Millards Familie hatte in diesem Gebäude auch eine Wohnung, und in dieser traf sich die älteste Baptistengemeinde. 
Während des Zweiten Weltkrieges waren hier einige NS-Dienststellen untergebracht. Bei dem amerikanischen Bombenangriff vom 12. März 1945, der auch an anderen bedeutenden Gebäuden in diesem Stadtbereich wie dem Kunsthistorischen Museum, dem Burgtheater und der Albertina starke Schäden anrichtete, wurden größere Teile des Heinrichshofs zerstört; die Staatsoper und der benachbarte Philipphof brannten ab. Am 27. April 1945 brannten Teile des Gebäudes aus vermuteter Brandstiftung ab. Größere Teile, etwa der Bereich Elisabethstraße 2 und Teile der Front zur Kärntner Straße (mit rund 20 Mietern) blieben aber – auf Grund der sehr soliden Bausubstanz – weitgehend intakt. Obwohl noch im Juli 1949 ein Wiederaufbau des zerstörten Teils des Heinrichshofs angestrebt wurde, erging mit Datum 12. August 1949 ein Abbruchbescheid an die Eigentümer, und innerhalb der Eigentümerfamilie brachen Differenzen bezüglich eines Erhaltes oder Abrisses des Gebäudes aus. Aus denkmalpflegerischer Sicht erschien ein Erhalt des Gebäudes, das als „schönstes Zinshaus von Wien“ galt, wünschenswert, allerdings sprachen die exzellente Lage und die bessere kommerzielle Verwertbarkeit für einen Neubau. Am 3. Juli 1954 erging eine Abbruchbewilligung.
Im Jahr 1955 wurde an derselben Stelle nach Plänen der Architekten Carl Appel, Georg Lippert und Alfred Obiditsch der Opernringhof gebaut.